# Sabeth
Sabeth ist ein Hörspiel von Günter Eich, das am 14. Juni 1951 vom SDR unter der Regie von Erich Köhler gesendet wurde.

## Inhalt
Die Lehrerin Fräulein Therese Weisinger fällt in Ohnmacht, als sie des menschengroßen Raben ansichtig wird, von dem ihr ihre neunjährige Schülerin Elisabeth Fortner berichtet hatte. Von ihrem Dienstort, dem Bauerndorf Reiskirchen aus hatte sich die Lehrerin auf den weiten Weg zum sehr abgelegenen Gehöft der Fortners gemacht, um Elisabeths augenscheinliche Phantasielüge unter die Lupe zu nehmen.
Nach Meinung von Elisabeths Mutter könnte der Rabe einerseits der Teufel sein. Andererseits war die kleine Familie Fortner mit dem Raben glücklich. Dieses eigenartige Glück wurde von dem Knecht und der Magd auf dem Einödhofe beargwöhnt. Da bewog der Rabe zum Beispiel den Bauern, im Februar das frostharte Feld zu pflügen. Natürlich brach die Schar. Da beförderten die Fortners eines Tages ihr Klavier in den Wald und begleiteten Elisabeths Spiel mit ihrem Gesang. Mit dem Leibhaftigen wollte das Gesinde nichts zu tun haben und floh aus dem Dienst. Fortan arbeitete der kluge Rabe auf dem Fortnerhof als Knecht. Elisabeth erzählt, einmal nahm sie der Rabe mit auf seinen Flug und gestattete ihr einen Blick auf die „blendende Finsternis“. Elisabeth meint die blaue dunkle Ewigkeit. Das Mädchen lehrt dem Raben das Sprechen; sagt ihm zuerst ihren Namen vor. Der Vogel wiederholt „Sabeth“ und ist benamst.
Mit der Sprache lernt Sabeth die Angst kennen und bewundert den Menschen, der lieben kann. Mit der Sprache wird sich Sabeth seines Wissens gewahr, seines Vergessens und der Gewissheit, dass er einmal sterben müsse. Die Trauer darüber möchte er vor Elisabeth verbergen. Seine zunehmende Sprachmächtigkeit bekümmert den Raben. Der Vogel wurde von den Seinen ausgestoßen und grübelt nach der Ursache. Die menschliche Sprache könnte schuld sein.
Als Therese Weisinger die Nachricht vom Tode Sabeths erreicht, begibt sie sich auf den Fortnerhof. Es ist kein Leichnam da.

## Form
In dem Erzählhörspiel leiten die Lehrerin, die Bäuerin und deren Tochter die Kapitel ein. Jens spricht von Parallel-Monologen als Formelement.
Das Spiel kann gehört werden unter dem Motto „Elisabeth Fortners Begegnungen mit dem klugen Raben Sabeth“. Aber auch die Sichtweise „Das Fräulein Lehrerin angelt sich einen Mann“ ist möglich. Letzteren Aspekt hat Günter Eich geschickt im Fortgang der Monologe/Dialoge versteckt: Die Lehrerin ist eingangs unverheiratet, denn sie wird mit Fräulein angeredet. Therese Weisinger ist bekümmert, wenn ihr Schulleiter Eginhard Woturba ab und zu mit der Magd des Dorfkrämers scherzt. Bald zieht das Fräulein ihren Vorgesetzten – den sprachbegabten großen Raben betreffend – ins Vertrauen. Das gelingt. Schulleiter Woturba begleitet das Fräulein Lehrerin auf den Fortnerhof und fotografiert den Raben. Auf dem Heimweg von der fotografischen Session hakt sie sich bei dem Leiter unter. Woturba redet sie mit ihrem Vornamen an. Schließlich gesteht die Lehrerin ihr unverhofftes Eheglück ein.

## Selbstzeugnis
Am 11. April 1951 äußert sich der Autor zu seinem Werk:
- Günter Eich fragt sich, was er mit dem Raben gemeint habe: Ein Symbol, einen Engel oder eine Erinnerung an eine vormenschliche Existenz? Er habe ihn gesehen. Es gäbe ihn nicht. Günter Eich glaubt fest an sein Dasein.[9]
- Auf die Frage, was der Rabe für ein Wesen ist, antwortet Günter Eich, die Erkenntnis des Schulleiters Woturba[A 2] müsse nicht stimmen. Es könnte sein, der Hörer finde eine bessere Erklärung. Es könnte aber auch sein, solche Suche sei unwichtig.[10]

## Produktionen
- 14. Juni 1951, SDR: Regie Erich Köhler, Musik: Heinrich Felsner. Es sprachen Uta Rücker die Lehrerin Therese Weisinger, Christa Hoffmann die Elisabeth Fortner, Karl Bockx den Sabeth, Mila Kopp die Bäuerin Frau Fortner, Kurt Condé den Bauer Josef Fortner, Waldemar Dannenhaus den Knecht, Elisabeth Zimmer die Magd und Harald Baender den Schulleiter Eginhard Woturba.[11]
- 3. September 1951, HR: Regie: Fränze Roloff, Arrangement: Winfried Zillig, Mit Kurt Lieck, Annedore Huber, Ute Zschaler, Walter Andreas Schwarz, Heinz Schimmelpfennig, Traut Kutscha, Maria Fauser, Georg Bahmann
- 26. Mai 1954, NWDR, Regie: Gustav Burmester
- 14. September 1954, SWF, Regie: Fritz Schröder-Jahn, Musik: Johannes Aschenbrenner. Es sprachen Gisela Mattishent die Lehrerin, Gudrun Gewecke die Elisabeth, Eduard Marks den Sabeth, Gisela von Collande die Bäuerin, Robert Rathke den Bauer, Kurt Ebbinghaus den Knecht, Gudula Kownatzki die Magd und Gert Westphal den Schulleiter.[12]
- 1954, SRG Bern, Regie: Kurt Bürgin
- 2. Oktober 1962, ORF Wien, Regie: Axel Corti, Musik: Bert Breit
- 6. Januar 1983, SDR, Regie: Manfred Marchfelder[13]

## Rezeption
In einer Rezension wurde das Hörspiel scherzhaft als „Kapitel Heidegger“ tituliert. Es gehe um nichts Geringeres als um Sein, Zeit und Ewigkeit. Sabeth, ein riesengroßer Rabe, komme aus letzterer zu der kleinen Elisabeth. Der Hörer erlebe in dem „märchenhaften Schallspiel“ einen Balanceakt zwischen Transzendenz und Immanenz; im Falle des Sabeth-Elisabeth-„Dialogs“ ein Hin und Her zwischen Schweigen sowie Sprechen.
- Nach Schwitzke berichtet die Lehrerin von ihrem „metaphysischen Erlebnis“. Der Rabe erschließe der kleinen Elisabeth eine Welt voller Wunder, in die man ohne Sprache dringen könne. Günter Eich lote in dem Hörstück erstmals die Grenzen der Sprache aus.[18]
- Piontek nennt „Sabeth“ ein schwer auslotbares Meisterwerk. Er sieht im Raben sowohl magisches Symbol, Begegnung des Sinnlichen mit dem Übersinnlichen als auch Hervorheben des Mythos.[19]
- Oppermann postuliert Lyrik bezüglich des Elisabeth-Sabeth-Dialogs als so etwas wie Erinnerung an Dinge, die dem moderneren Menschen abhandengekommen seien. Gemeint ist ein „Teil von Ewigkeit“. Das Fiasko des Lyrikers: Die Erinnerung an einmal besessenen mythologischen Urtext gelänge nicht mehr.[20]
- Mit dem Raben Sabeth träte ein Wesen auf, dessen Wirken metaphysisch sei. Je tiefer ein Wesen – hier Sabeth – in die Sprache eindringe, desto weniger erfahre es von der Ewigkeit. Von den Menschen käme ein Kind – hier Elisabeth – der Ewigkeit am nächsten. Sabeth, anfangs noch im Zustand der Sprachlosigkeit, stehe mit der allgegenwärtigen, vom Erwachsenen unerkannten Ewigkeit im Kontakt und sei weder raum- noch zeitgebunden. Sabeth erfahre die Liebe als starke, neue Kraft, die ihn die Nähe der Menschen suchen lasse.[21]
- Buchheit geht auf das Namensspiel Eli-sabeth ein. Eli ist einer der Gottesnamen.[22]
- Nach Miesen[23] lebe der Mensch sozusagen in einer „empirischen Zeit“, die höchstens in einem Augenblick Aussicht auf die Ewigkeit gestatte. Etliche Interpreten nennten Sabeth eine „Chiffre der Ewigkeit“[24]. Miesen nennt „Sabeth“ ein „rätselhaftes“ Hörspiel.[25]

### Erstausgabe
Günter Eich: Träume. Vier Spiele (Geh nicht nach El Kuwehd! Der Tiger Jussuf. Sabeth. Träume). Bibliothek Suhrkamp, Frankfurt am Main 1953, 186 Seiten

### Andere Ausgaben
- Günter Eich: Fünfzehn Hörspiele. (Geh nicht nach El Kuwehd! Träume. Sabeth. Die Andere und ich. Blick auf Venedig. Der Tiger Jussuf. Meine sieben jungen Freunde. Die Mädchen aus Viterbo. Das Jahr Lazertis. Zinngeschrei. Die Stunde des Huflattichs. Die Brandung vor Setúbal. Allah hat hundert Namen. Festianus, Märtyrer. Man bittet zu läuten) Suhrkamp, Frankfurt am Main 1966 (Reihe: Die Bücher der Neunzehn, Bd. 136), 598 Seiten

### Hörbuch
- SWR2-Hörspiel, am 13. Januar 2013 als  Audible.de-Download erschienen: „Sabeth oder die Gäste im schwarzen Rock“ Personen: siehe oben unter „Produktionen“ 14. September 1954, SWF

### Verwendete Ausgabe
- Günter Eich: Sabeth (1951). S. 439–473 in: Karl Karst (Hrsg.): Günter Eich. Die Hörspiele I. in: Gesammelte Werke in vier Bänden. Revidierte Ausgabe. Band II. Suhrkamp, Frankfurt am Main 1991, ohne ISBN

### Sekundärliteratur
- Heinz Schwitzke (Hrsg.): Reclams Hörspielführer. Unter Mitarbeit von Franz Hiesel, Werner Klippert, Jürgen Tomm. Reclam, Stuttgart 1969, ohne ISBN, 671 Seiten
- Heinz Piontek: Anruf und Verzauberung. Das Hörspielwerk Günter Eichs. (1955) S. 112–122 in Susanne Müller-Hanpft (Hrsg.): Über Günter Eich. Suhrkamp, Frankfurt am Main 1970 (edition suhrkamp 402), 158 Seiten, ohne ISBN
- Walter Jens: Nachwort zu Günter Eichs »Die Mädchen aus Viterbo«. (1958) S. 123–128 in Susanne Müller-Hanpft (Hrsg.): Über Günter Eich. Suhrkamp, Frankfurt am Main 1970 (edition suhrkamp 402), 158 Seiten, ohne ISBN
- Michael Oppermann: Innere und äußere Wirklichkeit im Hörspielwerk Günter Eichs. Diss. Universität Hamburg 1989, Verlag Reinhard Fischer, München 1990, ISBN 3-88927-070-0
- Sabine Alber: Der Ort im freien Fall. Günter Eichs Maulwürfe im Kontext des Gesamtwerkes. Diss. Technische Universität Berlin 1992. Verlag Peter Lang, Frankfurt am Main 1992 (Europäische Hochschulschriften. Reihe I, Deutsche Sprache und Literatur, Bd. 1329), ISBN 3-631-45070-2
- Hans-Ulrich Wagner: Günter Eich und der Rundfunk. Essay und Dokumentation. Verlag für Berlin-Brandenburg, Potsdam 1999, ISBN 3-932981-46-4 (Veröffentlichungen des Deutschen Rundfunkarchivs; Bd. 27)
- Sabine Buchheit: Formen und Funktionen literarischer Kommunikation im Werk Günter Eichs. Röhrig Universitätsverlag, St. Ingbert 2003, ISBN 3-86110-334-6.
- Conrad Miesen: Flammen aus der Asche. Essays zum Werk von Günter Eich. Wiesenburg Verlag, Schweinfurt 2003, ISBN 3-932497-83-X